# Здание компании «Арина»
Здание компании «Арина» — жилой дом с коммерческими помещениями в городе Выборге. Занимающий угловой участок на главной городской площади — Красной — шестиэтажный многоквартирный дом в стиле северный модерн относится к памятникам архитектуры, однако исключён из списка объектов культурного наследия приказом Комитета по культуре Ленинградской области № 14 от 28.03.2006.

## История
Для строительства жилого дома с магазинами акционерным обществом «Арина» был приобретён участок на площади Красного Колодца, хаотичная деревянная застройка которой в соответствии с городским планом 1861 года, разработанным выборгским губернским землемером Б. О. Нюмальмом, после сноса устаревших укреплений Рогатой крепости уступала место каменному многоэтажному строительству. 
Автором разработанного в 1902 году проекта здания стал выборгский архитектор А. Шульман. По его замыслу въезд на площадь по главной городской магистрали со стороны Петербурга оформлен возведёнными компаниями «Арина» и «Отсо» двумя доходными домами с оригинальными башенками в стиле финского национального романтизма. 
Построенное в 1903 году пятиэтажное здание акционерного общества «Арина» обращено к площади фасадом, выделяющимся двумя небольшими эркерами (один из которых получил купольное завершение) и облицованными горшечным камнем готическими витринными окнами первого этажа, в оформлении которых просматривается связь со стилистическими приёмами, использованными при строительстве павильона Финляндии на Всемирной выставке в Париже. Первый этаж предназначен под коммерческие цели, а верхние этажи с окнами разного размера отводились под 8 больших квартир, сгруппированных у оригинальной лестничной площадки овальной формы. Лестничная спираль с узорными перилами закручивалась вокруг лифта. Жильцами стали зажиточные горожане: например, в квартире № 2 поселился владелец шляпной фабрики, а на первом этаже у него был магазин. 
Изгибающийся фасад задумывался как часть единого ряда примыкающих друг к другу многоэтажных зданий, формирующих квартал путём брандмауэрной застройки. В 1932 году соседний участок заняло семиэтажное административное здание, построенное по проекту архитектора Я. Ланкинена. Однако аналогичному строительству на участке, примыкающем к дому компании «Арина» с севера, препятствовала перепланировка квартала, намечавшаяся генеральным планом Выборга 1929 года, разработанным архитектором О.-И. Меурманом. Поэтому вплоть до советско-финляндских войн (1939—1944) соседние участки занимали деревянные домики, принадлежавшие, как и компания «Арина», фирме Starckjohann & Co. Ab. Oy (ныне BE Group). 
Деревянная застройка квартала была уничтожена в пожаре Советско-финляндской войны (1939—1940), который, тем не менее, не смог полностью разрушить каменный дом. В ходе послевоенного ремонта, проведённого в начале 1950-х годов, окна были приведены к единообразной форме, а здание надстроено на один этаж до высоты соседней постройки, в связи с чем лишилось угловой башенки и треугольных фронтонов, отчего, по мнению исследователей, заметно снизилась выразительность фасада дома, разделённого на коммунальные квартиры.
После капитального ремонта начала 1980-х годов дом разделяется на 25 отдельных квартир. Восстановление лифта, утраченного в военное время, реконструкцией не предусматривалось, но при этом снова появилась башенка над угловым эркером.  
В 2023 году жители дома обнаружили на стенах парадной исторические трафаретные росписи, предположительно времени постройки дома. Альфрейный орнамент был закрашен более, чем десятью слоями красок, как довоенного, так и советского периодов. После консультаций с реставраторами и градозащитниками жители приняли решение о расчистке декора на всех стенах парадной.   

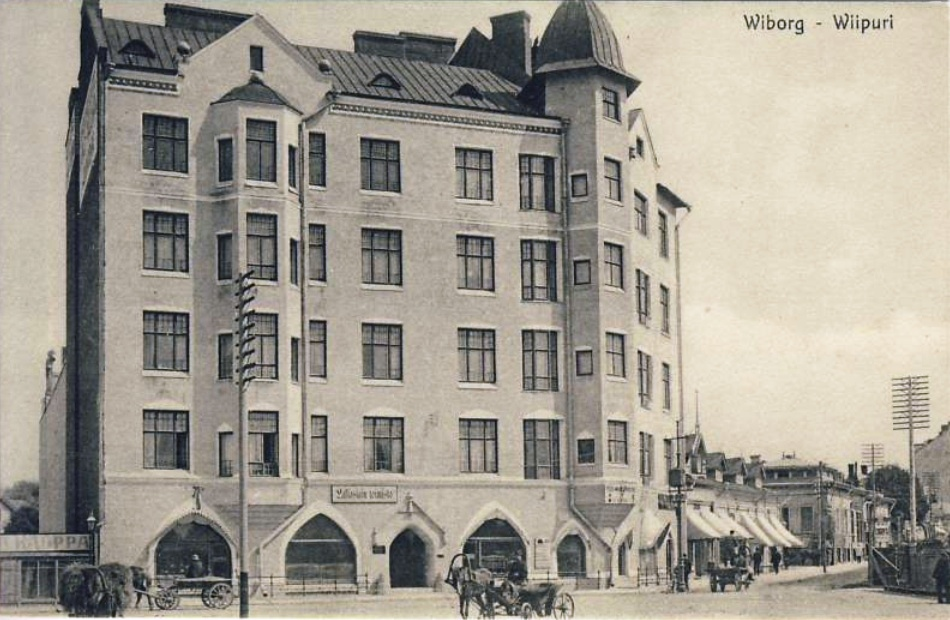
На открытке начала XX века
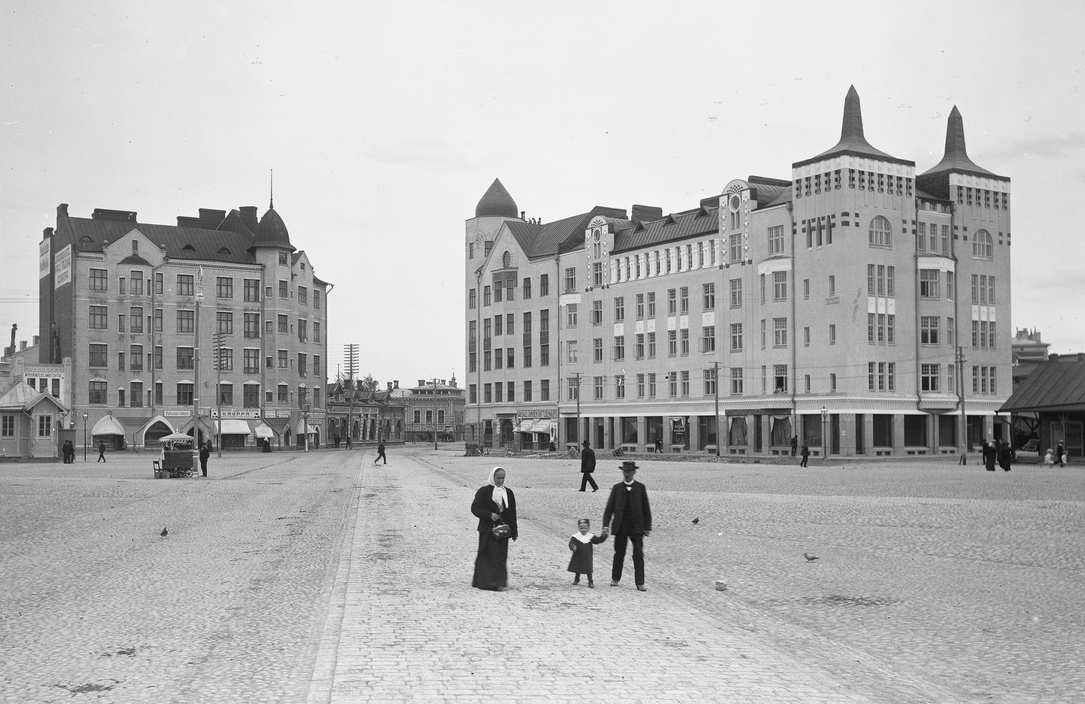
Дом АО «Арина», дом АО «Отсо» и дом купца Москвина в начале XX века
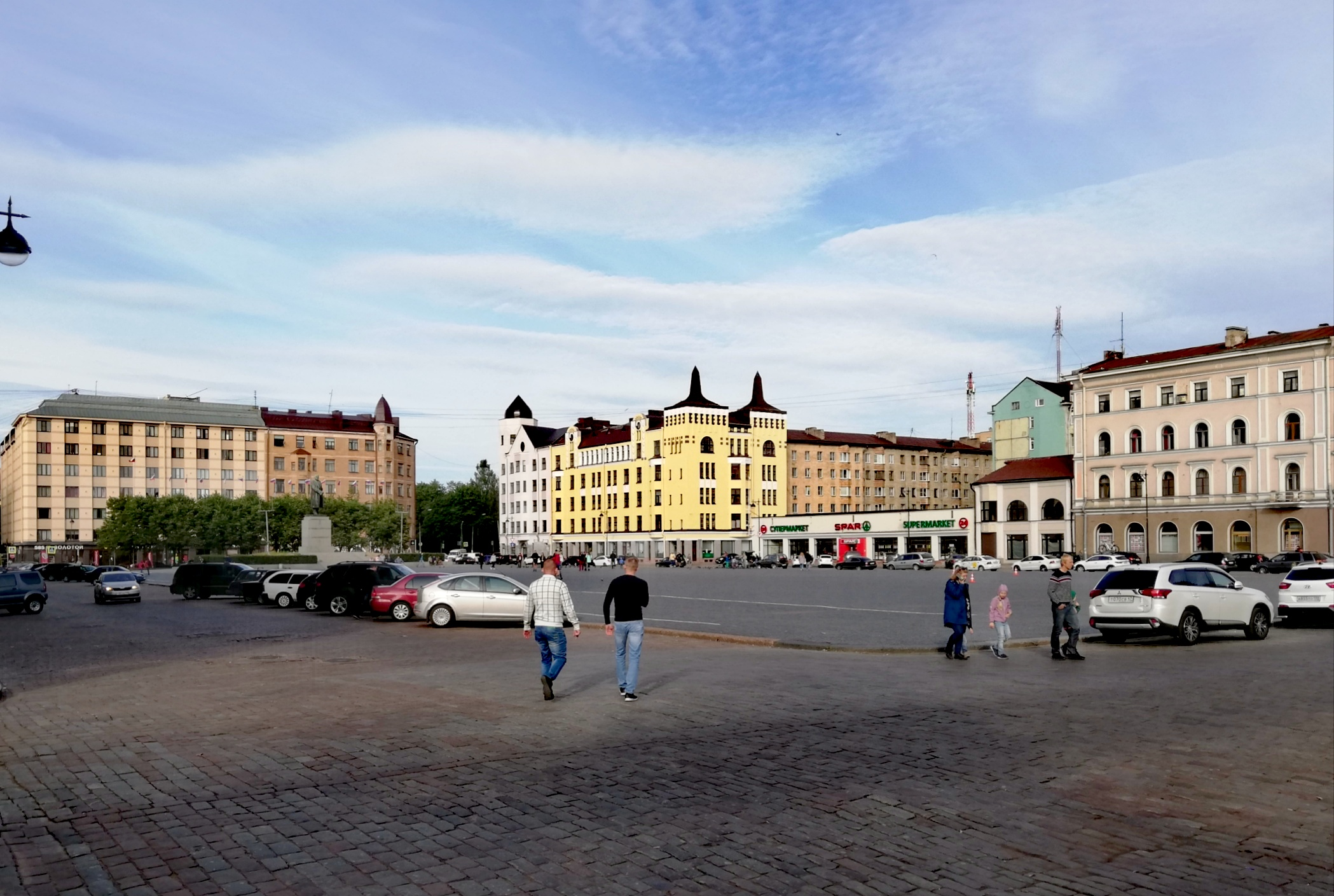
Красная площадь в 2019 году
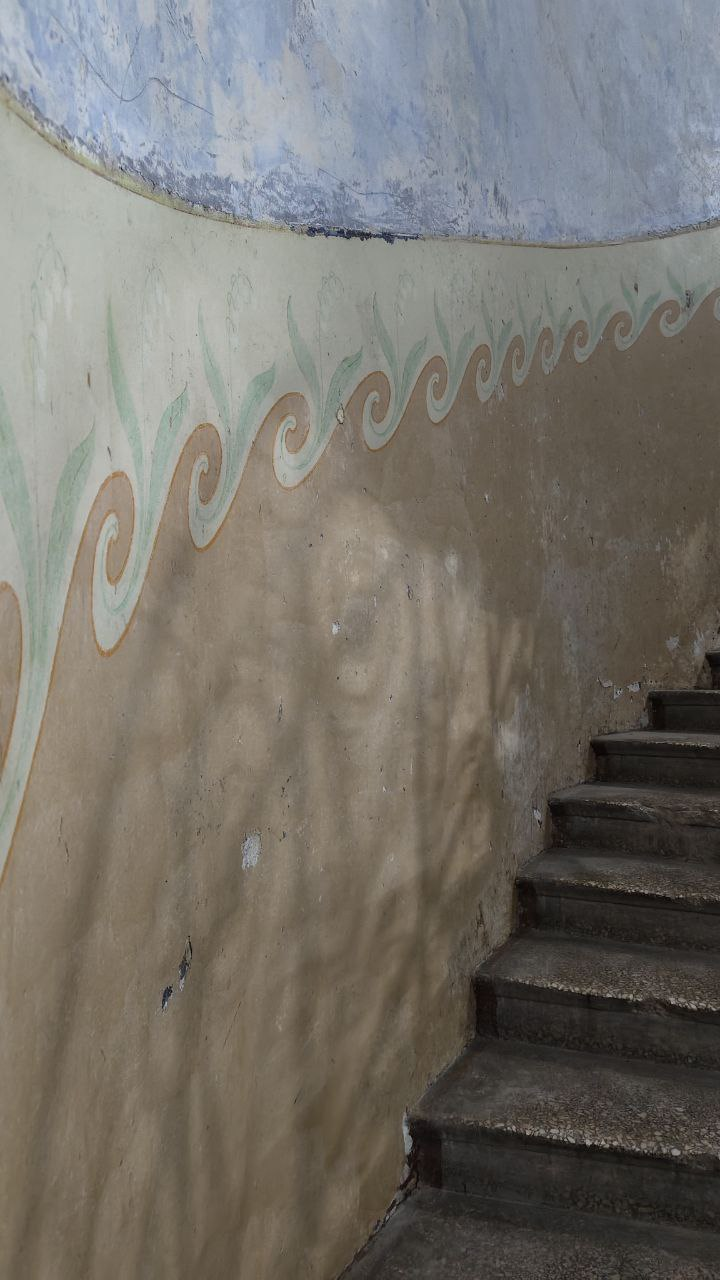
Выявленный и расчищенный жителями дома декор парадной лестницы
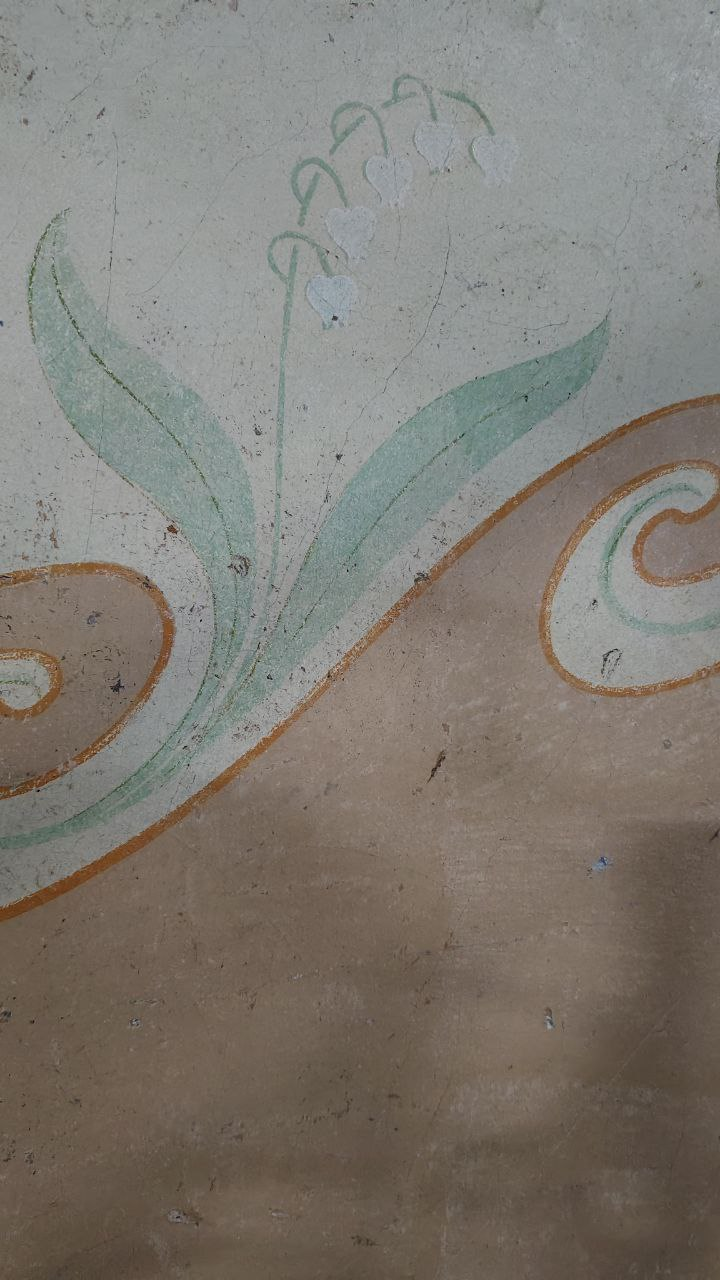
Элемент исторического настенного орнамента